# Michèle Duchet
Pour les articles homonymes, voir Duchet.
Michèle Bonnissol Duchet, née le 3 novembre 1925 à Neuilly-sur-Seine et morte le 10 juillet 2001 à Saignon, est une professeure et historienne, spécialiste de la construction de l'anthropologie durant le siècle des Lumières en France.

## Biographie

### Jeunesse et formation
Après ses études à l’École normale supérieure de Sèvres elle est reçue 7e à l'agrégation de lettres et se spécialise dans la littérature du XVIIIe siècle.

### Parcours dans l'enseignement
Elle enseigne brièvement dans le secondaire en Algérie. De retour en France en 1955, elle enseigne durant trois ans au lycée Thiers de Marseille.
Elle est ensuite assistante à la Sorbonne avant d'être nommée maître de conférence en 1969.  Elle enseignera ensuite à partir de 1971 en tant que professeur des universités à l’École normale supérieure de Fontenay-aux-Roses et cela jusqu'à sa retraite en 1991,,.
Sa thèse, publié sous forme de livre en 1971 sous le nom d'Anthropologie et Histoire au siècle des Lumières s'intéresse à l'idéologie coloniale moderne. Son livre permet une approche critique de la vision des Lumières sur la colonisation et particulièrement sur l'homme colonisé et sur la persistance du mythe du "bon sauvage" au sein des idéologies faisant la promotion d'une certaine idée de progrès. Elle constate notamment que si les Lumières furent l'une des grandes idéologies occidentales à réfuter le caractère animal des peuples colonisés, ce fut en revanche un courant de pensée largement utilisé pour promouvoir la dimension "civilisationnelle et éducatrice" de la colonisation,,. À travers les exemples de Diderot, Buffon, Voltaire, Helvétius et Rousseau, Michèle Duchet analyse les différentes approches faites par les précurseurs de l'anthropologie moderne. Elle montre par ailleurs la singularité des différents points de vue, et la multiplicité des courants philosophiques chez les différents penseurs des Lumières.

## Publications
- Anthropologie et Histoire au siècle des Lumières, Paris, Albin Michel, 1971 (rééd. 1995), 617 p.
- Entretiens sur "le Neveu de Rameau", avec M. Launay, Paris, Nizet, 1967, 412 p.
- Diderot et "l'Histoire des Deux Indes" ou l'écriture fragmentaire, Paris, Nizet, 1978, 206 p.
- Le Partage des savoirs : discours historique, discours ethnologique, Paris, La Découverte, 1985, 230 p.
- L'Amérique de Théodore de Bry : une collection de voyages protestants du XVIe siècle (dir.), Paris, éd. du CNRS, 1987.
- Essais d'anthropologie : espace, langues, histoire, Paris, Presses universitaires de France, 2005, 339 p.